# 奧爾森冰川
奧爾森冰川（英語：Olson Glacier），是南極洲的冰川，位於維多利亞地的博克格雷溫克海岸，處於勝利山脈地區，流經馬爾塔高原，最終注入航海家冰川，美國地質調查局根據測量和該國海軍的空中照片繪入地圖，現時由南極條約體系管理。